# Shi Siming
Shi Siming, chinesisch 史思明, Pinyin Shǐ Sīmíng, (* 703; † 761) war ein Vertrauter An Lushans während dessen Aufstand gegen die Tang-Dynastie und später Führer dieser Rebellion.
Shi Siming war einer der Gefolgsleute An Lushans, des Militärmachthabers der Provinzen Hebei, Lianong und Shanxi. Dieser löste im Dezember 755 einen Aufstand gegen die Tang-Dynastie aus, dessen Ursache Machtkämpfe zwischen Kanzler Yang Guozhong, dem Vetter der kaiserlichen Konkubine Yang Guifei, und An Lushan waren und der unter den Namen An-Lushan-Rebellion oder An-Shi-Rebellion bekannt geworden ist. Zufällig war in diesem Jahr Mittelchina gerade von einer Hungersnot aufgrund von Dürre und Überschwemmungen heimgesucht, wodurch An Lushan problemlos Anhänger fand. Dazu traten weitere innere Probleme der Tang.
An Lushan zog Dezember 755 in Luoyang ein, schlug die Tang-Truppen unter Geshu Han zwischen der Festung Tung-kuan und dem Gelben Fluss, nahm Geshu Han gefangen und konnte so im Juni 756 auch Chang’an besetzten. Der Kaiser Xuanzong floh nach Chengdu. Chang’an wurde geplündert. Auf der Flucht musste der hilflos gewordene Kaiser Yang Guozhong und Yang Guifei auf Druck seiner Garde hinrichten lassen, da man sie für den Aufstand An Lushans verantwortlich machte.
An Lushan hatte sich im Februar 756 zum Kaiser seines eigenen innerchinesischen Staates namens Yan ausgerufen.
Der Kaiser der Tang-Dynastie Xuanzong dankte ab, an seiner Stelle kam sein Sohn Suzong (756 bis 762) in Gansu an die Macht. Der rief die Barbaren, vor allem die Reiterei der Uiguren zu Hilfe und konnte Chang’an und Luoyang im Oktober 757 zurückerobern. Ermöglicht wurde das vor allem durch die Ermordung An Lushans am Jahresbeginn 757, angestiftet von dessen eigenem Sohn An Qingxu, der dadurch Kaiser von Yan wurde. Shi Siming agierte zu dieser Zeit bereits recht eigenständig und kontrollierte Fanyang und das nördliche Hebei. An Qingxu, der in Xiangzhou (Anyang, südliches Hebei) von Tang-Truppen bedroht wurde, schickte nach Shi, um Hilfe zu erhalten. Dieser führte gerade Verhandlungen mit der Tang-Regierung und sandte erst Anfang 759 eine relativ schwache Armee zu An, den er im selben Jahr aufgrund eines Streits ermorden ließ. Er übernahm die Führung des Aufstandes und proklamierte sich selbst zum Kaiser von Yan. Nachdem er seine Position in Hebei gefestigt hatte, überquerte er im Herbst 759 den Gelben Fluss. Im Sommer 760 besetzte er erneut Luoyang. Da jedoch der kaiserliche General Li Guangbi östlich bei Heyang stand, konnte Shi nicht über den westlich gelegenen Tong-Pass ziehen und die Hauptstadt Chang’an erobern. 761 wurde Shi Siming von seinem Sohn Shi Chaoyi ermordet, der letzter Kaiser von Yan wurde und zwei Jahre später durch Suizid starb.